# اوتو فرویتزیم
 اوتو فرویتزیم (انگلیسی: Otto Froitzheim؛ ۲۴ آوریل ۱۸۸۴ – ۲۹ اکتبر ۱۹۶۲) یک تنیس‌باز اهل آلمان بود. 